# Eumops maurus
Eumops maurus је сисар из реда слепих мишева и фамилије Molossidae.

## Угроженост
Подаци о распрострањености ове врсте су недовољни.

## Распрострањење
Ареал врсте је ограничен на мањи број држава. 
Врста има станиште у Бразилу (непотврђено), Венецуели, Гвајани и Суринаму.

## Станиште
Станишта врсте су шуме, мочварна подручја и саване.